# Альбендазол
Альбендазол — синтетичний протигельмінтний препарат, що є похідним бензімідазолу, для прийому всередину. Альбендазол уперше запатентований у Великій Британії у 1975 році Робертом Джуріком і Вассілісом Теодорідесом, а випуск препарату розпочала британська компанія «SmithKline Corporation».

## Фармакологічні властивості
Альбендазол — синтетичний протигельмінтний препарат, що є похідним бензімідазолу, широкого спектра дії. Антигельмінтна дія препарату зумовлена пригніченням полімеризації тубуліну, порушує активність цитоплазматичної системи клітин травної системи гельмінтів та пригнічує метаболізм глюкози, що приводить до загибелі паразитів. До альбендазолу чутливі аскариди, гострики, трихінела, Ancylostoma duodenale, Necator americanus, Strongyloides stercoralis, Hymenolepsis nana, ціп'як свинячий, ціп'як бичачий, ехінокок, альвеокок, Opisthorchis viverrini, Clonorchis sinensis, Capillaria philippinensis, Gnathostoma spinigerum, Toxocara spp., філярії роду Filarioidea, ефективний при синдромі Cutaneus larva migrans; чутливими до препарату є також лямблії, іноді використовують для лікування міазів.

### Фармакокінетика
Альбендазол погано всмоктується при прийомі всередину, біодоступність при прийомі натщесерце — близько 5%,при прийомі з їжею біодоступність зростає в 5 разів. Максимальна концентрація в крові досягається протягом 2-5 годин. Високі концентрації препарату створюються в сечі, жовчі, спинномозковій рідині, печінці. Препарат добре проникає через гематоенцефалічний бар'єр. Альбендазол проникає через плацентарний бар'єр і виділяється в грудне молоко. Метаболізується препарат в печінці з утворенням активних метаболітів. Виводиться альбендазол з організму переважно з жовчю, частково з сечею. Період напіввиведення препарату складає в середньому 8,5 годин;при порушенні функції печінки цей час може збільшуватись.

## Показання до застосування
Альбендазол показаний при кишкових гельмінтозах — аскаридозі, ентеробіозі, некаторозі, анкілостомозі, гіменолепідозі, теніозі, стронгілоїдозі, трихоцефальозі, гонгілонематозі; позакишкових — клонорхозі, опісторхозі, шкірному синдромі Larva migrans, ехінококозі і альвеококозі (як при консервативному, так і в поєднанні з хірургічним лікуванням), нейроцистицеркозі, капіляріозі, гнатостомозі, трихінельозі, токсокарозі; лямбліозі у дітей;.

## Побічна дія
При застосуванні альбендазолу можливі наступні побічні ефекти:
- Алергічні реакції — частіше висипання на шкірі, гарячка; рідко свербіж шкіри, кропив'янка, набряк Квінке, синдром Стівенса-Джонсона, синдром Лаєлла, анафілактичний шок.
- З боку травної системи — часто (1—10%) нудота, блювання, біль в животі, метеоризм, діарея, запор; рідко стоматит, сухість у роті, печія, жовтяниця, печінкова недостатність.
- З боку нервової системи — часто (1—10%) головний біль, запаморочення; рідко безсоння, сонливість, сплутаність свідомості, запаморочення, галюцинації, судоми, зниження гостроти зору.
- З боку серцево-судинної системи — рідко артеріальна гіпертензія, тахікардія.
- Зміни в лабораторних аналізах — часто підвищення активності амінотрансфераз в крові; нечасто (0,1—1%) лейкопенія; рідко нейтропенія, тромбоцитопенія, анемія, апластична анемія, агранулоцитоз, панцитопенія, підвищення рівня креатиніну,  сечовини, білірубіну в крові.
- З боку сечовидільної системи — рідко гостра ниркова недостатність, протеїнурія.

## Протипоказання
Альбендазол протипоказаний при підвищеній чутливості до похідних бензімідазолу, фенілкетонурії, вагітності та періоді одного менструального циклу перед запланованою вагітністю, захворюваннях сітківки ока. Під час лікування альбендазолом рекомендується припинити годування грудьми.

## Форми випуску
Альбендазол випускається у вигляді таблеток по 0,2 та 0,4 г; і суспензії 0,4 г/10 мл для прийому всередину.

## Застосування у ветеринарії
Альбендазол використовується у ветеринарії для лікування гельмінтозів у великої рогатої худоби, овець, кіз, свиней, собак, котів, пушних звірів та курок. Для ветеринарного використання альбендазол випускається у вигляді таблеток по 0,25 г та у вигляді гелю в пакетиках по 5 та 10 мл.